# Eesti Karikas
La Coppa di Estonia (in estone Eesti Karikas) è la seconda competizione più importante del campionato estone di calcio dopo la Meistriliiga. La competizione è a eliminazione diretta.
La squadra più titolata è il Levadia Tallinn, con 10 vittorie totali.

## Storia
I primi campionati estoni, dal 1921 in poi, erano organizzati in forma di coppa. Solo dal 1929 si ebbe un vero e proprio campionato. La prima coppa propriamente detta fu quindi giocata nella stagione 1938, vedendo la vittoria dello Sport Tallin. A partire da quell'anno la coppa fu giocata regolarmente, con l'eccezione del 1941 (quando non fu disputato nemmeno il campionato) e del 1945 (primo anno di epoca sovietica).
Proprio in epoca sovietica la coppa, così come il campionato, furono disputati regolarmente, anche se le poche squadre estoni più competitive disputavano anche la Coppa dell'Unione Sovietica.
Con la ritrovata indipendenza fu disputata un'ultima Coppa nel 1991 e, dopo una stagione di pausa, la competizione ripartì nel 1992-'93.

## Albo d'oro

### Epoca pre-sovietica
| Stagione | Vincitore     | Risultato | Finalista     |
| -------- | ------------- | --------- | ------------- |
| 1938     | Sport Tallinn | 1-1, 2-1  | TJK           |
| 1939     | TJK           | 4-1       | Kalev Tallinn |

### Seconda guerra mondiale
| Stagione | Vincitore             | Risultato             | Finalista             |
| -------- | --------------------- | --------------------- | --------------------- |
| 1940     | TJK                   | 4-1                   | Esta Tallinn          |
| 1941     | Torneo non disputato. | Torneo non disputato. | Torneo non disputato. |
| 1942     | Sport Tallinn         | 3-0                   | Kalev Pärnu           |
| 1943     | PSR Tartu             | 1-0                   | Kalev Tallinn         |

### Epoca sovietica
| Stagione | Vincitore                      | Risultato           | Finalista                  |
| -------- | ------------------------------ | ------------------- | -------------------------- |
| 1946     | Dünamo Tallinn                 | 3-1                 | Kalev Tallinn              |
| 1947     | Dünamo Tallinn                 | 6-0                 | Kalev Pärnu                |
| 1948     | VVS Tallinn                    | 5-2                 | Kalev Tallinn              |
| 1949     | Dünamo Tallinn                 | 11-0                | VVS Tallinn                |
| 1950     | BLTSK                          | 2-0                 | Dünamo Tallinn             |
| 1951     | BLTSK                          | 3-0                 | Dünamo Tallinn             |
| 1952     | BLTSK                          | 2-0                 | Dünamo Tallinn             |
| 1953     | Dünamo Tallinn                 | 4-0                 | Kalev Narva                |
| 1954     | VVS Tallinn                    | 2-1                 | Spartak Viljandi           |
| 1955     | BLTSK                          | 2-0                 | Kalev Tallinn              |
| 1956     | BLTSK                          | 4-0                 | Dünamo Tartu               |
| 1957     | Spartak Viljandi               | 4-1                 | Kalev Rakvere              |
| 1958     | Kalev Ülemiste                 | 7-0                 | Kalev Narva                |
| 1959     | Kalev Ülemiste                 | 2-0                 | BLTSK                      |
| 1960     | BLTSK                          | 2-1                 | Norma Tallinn              |
| 1961     | Kalev Ülemiste                 | 3-0                 | Norma Tallinn              |
| 1962     | Norma Tallinn                  | 2-1                 | Tempo Tallinn              |
| 1963     | Kreenholm Narva                | 3-0                 | Norma Tallinn              |
| 1964     | Kalev Ülemiste                 | 3-0                 | Kalev Aseri                |
| 1965     | Norma Tallinn                  | 3-2                 | BLTSK                      |
| 1966     | Start Tallinn                  | 1-1, 3-2            | Tekstiil Tallinn           |
| 1967     | BLTSK                          | 1-0                 | Start Tallinn              |
| 1968     | BLTSK                          | 0-0, 1-0            | Norma Tallinn              |
| 1969     | Dvigatel Tallinn               | 2-1                 | Tempo Tallinn              |
| 1970     | Start Tallinn                  | 4-0                 | Lokomotiiv Valga           |
| 1971     | Norma Tallinn                  | 1-0                 | BLTSK                      |
| 1972     | Dünamo Kopli                   | 1-0                 | BLTSK                      |
| 1973     | Norma Tallinn                  | 1-0                 | Baltika Narva              |
| 1974     | Norma Tallinn                  | 3-1                 | Kreenholm Narva            |
| 1975     | Baltika Narva                  | 3-2                 | Dünamo Kopli               |
| 1976     | SK Aseri                       | 2-0                 | Baltika Narva              |
| 1977     | Kalev Sillamäe                 | 4-0                 | Norma Tallinn              |
| 1978     | Kalev Sillamäe                 | 1-0                 | Karjäär Sirgala            |
| 1979     | Dünamo Tallinn                 | 1-0                 | Kalev Sillamäe             |
| 1980     | Baltika Narva                  | 0-0 (dts) (8-7 dtr) | Estonia Jõhvi Kohtla-Järve |
| 1981     | Kalakombinaat Pärnu            | 3-1                 | Baltika Narva              |
| 1982     | Kalakombinaat Pärnu            | 1-0                 | Ehitaja Kohtla-Järve       |
| 1983     | Dünamo Tallinn                 | 3-0                 | Estonia Jõhvi Kohtla-Järve |
| 1984     | Tempo Tallinn                  | 0-0 (dts) (4-2 dtr) | Estonia Jõhvi Kohtla-Järve |
| 1985     | Estonia Jõhvi Kohtla-Järve     | 3-1                 | Zvezda Tallinn             |
| 1986     | Estonia Jõhvi Kohtla-Järve     | 1-0                 | Zvezda Tallinn             |
| 1987     | Estonia/RMT Jõhvi Kohtla-Järve | 2-1                 | Zvezda Tallinn             |
| 1988     | Kalakombinaat/MEK Pärnu        | 2-0                 | TVMK Tallinn               |
| 1989     | Norma Tallinn                  | 1-0                 | Kalev Sillamäe             |
| 1990     | Kalakombinaat/MEK Pärnu        | 2-0                 | Estonia Jõhvi Kohtla-Järve |
| 1991     | TVMK Tallinn                   | 0-0 (dts) (4-3 dtr) | Keemik Kohtla-Järve        |

### Dal 1993
| Stagione  | Vincitore         | Risultato           | Finalista        |
| --------- | ----------------- | ------------------- | ---------------- |
| 1992-1993 | Nikol Tallinn     | 0-0 (dts) (4-2 dtr) | Norma Tallinn    |
| 1993-1994 | Norma Tallinn     | 4-1                 | Trans Narva      |
| 1994-1995 | Flora Tallinn     | 2-0                 | Lantana Tallinn  |
| 1995-1996 | Sadam Tallinn     | 2-0                 | EP Jõhvi         |
| 1996-1997 | Sadam Tallinn     | 3-2                 | Lantana Tallinn  |
| 1997-1998 | Flora Tallinn     | 3-2                 | Lantana Tallinn  |
| 1998-1999 | Levadia Maardu    | 3-2                 | Tulevik Viljandi |
| 1999-2000 | Levadia Maardu    | 2-0                 | Tulevik Viljandi |
| 2000-2001 | Trans Narva       | 1-0 (dts)           | Flora Tallinn    |
| 2001-2002 | Levadia Tallinn 2 | 2-0                 | Levadia Maardu   |
| 2002-2003 | TVMK Tallinn      | 2-2 (dts) (4-1 dtr) | Flora Tallinn    |
| 2003-2004 | Levadia Tallinn   | 3-0                 | TVMK Tallinn     |
| 2004-2005 | Levadia Tallinn   | 1-0                 | TVMK Tallinn     |
| 2005-2006 | TVMK Tallinn      | 1-0                 | Flora Tallinn    |
| 2006-2007 | Levadia Tallinn   | 3-0                 | Trans Narva      |
| 2007-2008 | Flora Tallinn     | 3-1                 | Maag Tartu       |
| 2008-2009 | Flora Tallinn     | 0-0 (dts) (4-3 dtr) | Kalju Nõmme      |
| 2009-2010 | Levadia Tallinn   | 3-0                 | Flora Tallinn    |
| 2010-2011 | Flora Tallinn     | 2-0                 | Trans Narva      |
| 2011-2012 | Levadia Tallinn   | 3-0                 | Trans Narva      |
| 2012-2013 | Flora Tallinn     | 3-1                 | Kalju Nõmme      |
| 2013-2014 | Levadia Tallinn   | 4-0                 | Santos Tartu     |
| 2014-2015 | Kalju Nõmme       | 2-0                 | Paide            |
| 2015-2016 | Flora Tallinn     | 3-0 (dts)           | Kalev Sillamäe   |
| 2016-2017 | FCI Tallinn       | 2-0                 | Tammeka Tartu    |
| 2017-2018 | Levadia Tallinn   | 1-0                 | Flora Tallinn    |
| 2018-2019 | Trans Narva       | 2-1 (dts)           | Kalju Nõmme      |
| 2019-2020 | Flora Tallinn     | 2-1                 | Trans Narva      |
| 2020-2021 | Levadia Tallinn   | 1-0                 | Flora Tallinn    |
| 2021-2022 | Paide             | 1-0 (dts)           | Kalju Nõmme      |
| 2022-2023 | Trans Narva       | 2-1                 | Flora Tallinn    |
| 2023-2024 | Levadia Tallinn   | 4-2                 | Paide            |
| 2024-2025 | Kalju Nõmme       | 3-3 (4-1 dtr)       | Levadia Tallinn  |

## Vittorie per club
| Squadra             | Vittorie in epoca estone | Vittorie in epoca sovietica | Vittorie totali |
| ------------------- | ------------------------ | --------------------------- | --------------- |
| Levadia Tallinn     | 11                       | 0                           | 11              |
| Flora Tallinn       | 8                        | 0                           | 8               |
| Trans Narva         | 3                        | 0                           | 3               |
| TVMK Tallinn        | 2                        | 1                           | 3               |
| Sadam Tallinn       | 2                        | 0                           | 2               |
| TJK                 | 2                        | 0                           | 2               |
| Sport Tallinn       | 2                        | 0                           | 2               |
| Kalju Nõmme         | 2                        | 0                           | 2               |
| Paide               | 1                        | 1                           | 1               |
| FCI Tallinn         | 1                        | 0                           | 1               |
| Norma Tallinn       | 1                        | 6                           | 7               |
| PSR Tartu           | 1                        | 0                           | 1               |
| Levadia Tallinn 2   | 1                        | 0                           | 1               |
| Nikol Tallinn       | 1                        | 0                           | 1               |
| BLTSK               | 0                        | 8                           | 8               |
| Dünamo Tallinn      | 0                        | 6                           | 6               |
| Kalev Ülemiste      | 0                        | 4                           | 4               |
| Kalakombinaat Pärnu | 0                        | 4                           | 4               |
| EP Jõhvi            | 0                        | 3                           | 3               |
| VVS Tallinn         | 0                        | 2                           | 2               |
| Start Tallinn       | 0                        | 2                           | 2               |
| Baltika Narva       | 0                        | 2                           | 2               |
| Kalev Sillamäe      | 0                        | 2                           | 2               |
| Spartak Viljandi    | 0                        | 1                           | 1               |
| Kreenholm Narva     | 0                        | 1                           | 1               |
| Dvigatel Tallinn    | 0                        | 1                           | 1               |
| Dünamo Kopli        | 0                        | 1                           | 1               |
| SK Aseri            | 0                        | 1                           | 1               |
| Tempo Tallinn       | 0                        | 1                           | 1               |